# Encephalartos brevifoliolatus
Encephalartos brevifoliolatus Vorster, 1996 è una pianta appartenente alla famiglia delle Zamiaceae, estinta in natura.

## Etimologia
Il nome di questa pianta deriva dal termine latino brevis che significa breve perché la pianta ha foglioline molto piccole che la distinguono da Encephalartos laevifolius.

## Descrizione
Questa pianta è dotata di un fusto eretto o decombente, con un diametro di 25–30 cm e un'altezza di 2,5 metri.
Le foglie, pennate, irregolarmente ritorte su sé stesse e lunghe da 80-120  cm, sono composte da numerose paia di foglioline lanceolate, di consistenza coriacea, disposte sul rachide in modo opposto, con un angolo di 45°. La base del picciolo è tomentosa sul lato dorsale e glabra su quello ventrale.
È una specie dioica, di cui in natura sono stati descritti solo esemplari maschili. I loro coni, da 1 a 6, eretti, peduncolati, grossolanamente cilindrici, sono lunghi circa 30 cm e di 6–7  cm di diametro.

## Distribuzione e habitat
L'areale della specie, descritta nel 1996, era limitato alla zona adiacente al confine nord-occidentale della Blyderivierspoort Nature Reserve, nella provincia del Limpopo (Sudafrica). L'unica popolazione nota, era composta da 7 esemplari maschili, poi ridottisi a 5, che crescevano su un substrato sabbioso ad un'altitudine tra 1300 e 1500 m. La sopravvivenza della specie era seriamente minacciata dalla raccolta illegale a scopo di collezionismo; ciò ha convinto le autorità di conservazione nel 2004 ad espiantare gli ultimi esemplari rimasti, e a ricollocarli in altra località protetta.

## Conservazione
La IUCN Red List classifica E. brevifoliolatus come specie estinta in natura.

La specie è inserita nell'Appendice I della Convention on International Trade of Endangered Species (CITES).